# الدوري السلوفيني لكرة القدم 1971–72
الدوري السلوفيني لكرة القدم 1971–72 هو موسم من الدوري السلوفيني لكرة القدم ‏. فاز فيه NK Rudar Trbovlje ‏.